# العلاقات الآيسلندية البريطانية
العلاقات الآيسلندية البريطانية هي العلاقات الثنائية التي تجمع بين آيسلندا والمملكة المتحدة.

## مقارنة بين البلدين
هذه مقارنة عامة ومرجعية للدولتين:
| وجه المقارنة                                              | آيسلندا          | المملكة المتحدة                 |
| --------------------------------------------------------- | ---------------- | ------------------------------- |
| المساحة (كم2)                                             | 103.00 ألف       | 242.50 ألف                      |
| عدد السكان (نسمة)                                         | 317.35 ألف       | 66.02 مليون                     |
| الكثافة السكانية (ن./كم²)                                 | 3.08             | 272.25                          |
| العاصمة                                                   | ريكيافيك         | لندن                            |
| اللغة الرسمية                                             | اللغة الآيسلندية | لغة إنجليزية، اللغة الويلزية    |
| العملة                                                    | كرونة آيسلندية   | جنيه إسترليني                   |
| الناتج المحلي الإجمالي (بليون دولار)                      | 23.91 مليار      | 2.62 تريليون                    |
| الناتج المحلي الإجمالي (تعادل القوة الشرائية) بليون دولار | 15.79 مليار      | 2.72 تريليون                    |
| الناتج المحلي الإجمالي الاسمي للفرد دولار أمريكي          | 50.17 ألف        | 43.88 ألف                       |
| الناتج المحلي الإجمالي للفرد دولار أمريكي                 | 46.55 ألف        | 40.23 ألف                       |
| مؤشر التنمية البشرية                                      | 0.899            | 0.907                           |
| رمز المكالمات الدولي                                      | +354             | +44                             |
| رمز الإنترنت                                              | .is              | .uk، .gb                        |
| المنطقة الزمنية                                           | 00، أوروبا/لندن ‏ | توقيت غرينيتش، توقيت غرب أوروبا |

## مدن متوأمة
في ما يلي قائمة باتفاقيات التوأمة بين مدن آيسلندية وبريطانية:
- ترتبط رايكيانسبير مع برايتون باتفاقية توأمة.[19]
- ترتبط غريندافيك مع Penistone [الإنجليزية]‏ باتفاقية توأمة.
- ترتبط ريكيافيك مع كينغستون أبون هال باتفاقية توأمة.

## منظمات دولية مشتركة
يشترك البلدان في عضوية مجموعة من المنظمات الدولية، منها:
| علم المنظمة | اسم المنظمة                               | تاريخ انضمام آيسلندا | تاريخ انضمام المملكة المتحدة |
| ----------- | ----------------------------------------- | -------------------- | ---------------------------- |
|             | وكالة ضمان الاستثمار متعدد الأطراف        | 25 سبتمبر 1998       | 12 أبريل 1988                |
|             | منظمة التعاون الاقتصادي والتنمية          | ?                    | 2 مايو 1961                  |
|             | الأمم المتحدة                             | 19 نوفمبر 1946       | 24 أكتوبر 1945               |
|             | الفريق المعني برصد الأرض                  | ?                    | ?                            |
|             | منظمة حظر الأسلحة الكيميائية              | ?                    | ?                            |
|             | منظمة التجارة العالمية                    | ?                    | 1995                         |
|             | منظمة الشرطة الجنائية الدولية             | ?                    | ?                            |
|             | منظمة الأمن والتعاون في أوروبا            | 25 يونيو 1973        | 25 يونيو 1973                |
|             | مؤسسة التنمية الدولية                     | 19 مايو 1961         | 24 سبتمبر 1960               |
|             | حلف شمال الأطلسي                          | 4 أبريل 1949         | 4 أبريل 1949                 |
|             | نظام تحكم تكنولوجيا القذائف               | 1993                 | 1987                         |
|             | يونسكو                                    | 8 يونيو 1964         | 4 نوفمبر 1946                |
|             | مجلس أوروبا                               | ?                    | 5 مايو 1949                  |
|             | الاتحاد البريدي العالمي                   | ?                    | ?                            |
|             | البنك الدولي للإنشاء والتعمير             | 27 ديسمبر 1945       | 27 ديسمبر 1945               |
|             | اتفاقية السماوات المفتوحة                 | ?                    | ?                            |
|             | المنظمة الهيدروغرافية الدولية             | ?                    | ?                            |
|             | الاتحاد الدولي للاتصالات                  | 1 أكتوبر 1906        | 24 فبراير 1871               |
|             | مؤسسة التمويل الدولية                     | 20 يوليو 1956        | 20 يوليو 1956                |
|             | المركز الدولي لتسوية المنازعات الاستشارية | 14 أكتوبر 1966       | 18 يناير 1967                |
|             | مجموعة أستراليا                           | 1993                 | 1985                         |
|             | مجموعة الموردين النوويين                  | ?                    | ?                            |

## وصلات خارجية
- موقع وزارة الخارجية الآيسلندية
- موقع وزارة الخارجية البريطانية